# Lista de gols de Henrikh Mkhitaryan pela Seleção Armênia de Futebol

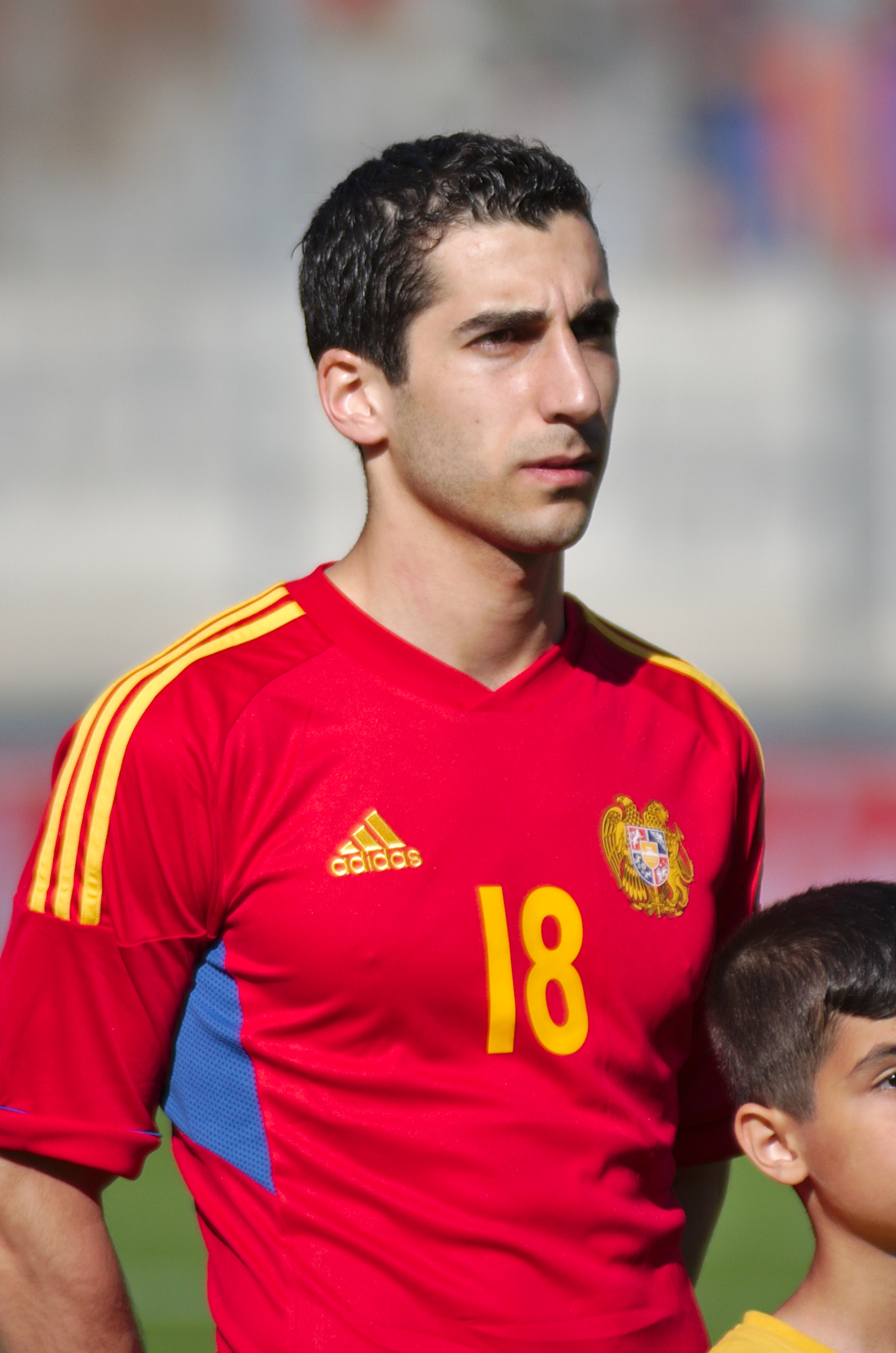
Mkhitaryan atuando pela Armênia em 2014.

Henrikh Mkhitaryan (em armênio: Հենրիխ Համլետի Մխիթարյան)[carece de fontes?] é um futebolista profissional armênio, que atua pela Seleção Armênia desde 2007, onde é o maior artilheiro de todos os tempos. Antes de atuar pela seleção principal, passou pelas categorias de base sub-17, sub-19 e sub-21, marcando dez gols em vinte e quatro partidas, os quais não são considerados oficiais. Fez a sua estreia em 14 de janeiro de 2007, uma semana antes de completar dezoito anos, em um jogo amistoso diante do Panamá, partida que encerrou empatada em 1-1. O primeiro gol de Mkhitaryan pela Seleção foi marcado em março do mesmo ano, em um empate em 2-2 contra a Estônia. Ao ser o autor de seis gols nas qualificações para o Campeonato Europeu de Futebol de 2012, ele tornou-se o artilheiro do Grupo B do torneio; apesar da Armênia não conseguir a classificação para a próxima fase, o jogador foi selecionado para compor a seleção dos melhores atletas da competição. Nesse período, ele fez quatro gols em quatro jogos consecutivos, contra Andorra, Eslováquia, Macedônia e República da Irlanda.
Mkhitaryan se tornou o maior artilheiro da história da Seleção Armênia em outubro de 2013, quando marcou o seu 12º gol no empate em 2-2 para com a Itália. Com este tento, superou a marca anterior que era do meio-campista Artur Petrosyan.[carece de fontes?] O seu primeiro e até o momento único hat-trick ocorreu em maio de 2016, na vitória por 7-1 diante da Guatemala. Com esta marca, Mkhitaryan entrou para a história do país ao ser o primeiro jogador a marcar três gols em um jogo oficial da seleção.
Treze dos vinte e seis gols feitos pelo jogador foram marcados em território armênio, sendo todos eles feitos no Estádio Republicano de Yerevan. Oito deles foram feitos em qualificações para o Campeonato Europeu de Futebol, dez em partidas amistosas, e os cinco restantes em eliminatórias da Copa do Mundo FIFA.

## Gols
| No. | Jogo | Data                   | Local                                                        | Adversário             | Placar | Resultado | Competição                                 | Ref    |
| --- | ---- | ---------------------- | ------------------------------------------------------------ | ---------------------- | ------ | --------- | ------------------------------------------ | ------ |
| 1   | 8    | 28 de março de 2009    | Estádio Republicano, Yerevan, Armênia                        | Estónia                | 1–0    | 2–2       | Eliminatórias - Copa do Mundo FIFA de 2010 | [ 4 ]  |
| 2   | 15   | 25 de maio de 2010     | Estádio Republicano, Yerevan, Armênia                        | Uzbequistão            | 1–0    | 3–1       | Amistoso                                   | [ 11 ] |
| 3   | 18   | 8 de outubro de 2010   | Estádio Republicano, Yerevan, Armênia                        | Eslováquia             | 3–1    | 3–1       | Qualificações - Eurocopa de 2012           | [ 12 ] |
| 4   | 19   | 12 de outubro de 2010  | Estádio Republicano, Yerevan, Armênia                        | Andorra                | 2–0    | 4–0       | Qualificações - Eurocopa de 2012           | [ 13 ] |
| 5   | 24   | 2 de setembro de 2011  | Estádio Comunal de Andorra-a-Velha, Andorra-a-Velha, Andorra | Andorra                | 3–0    | 3–0       | Qualificações - Eurocopa de 2012           | [ 14 ] |
| 6   | 25   | 6 de setembro de 2011  | Estádio pod Dubňom, Žilina, Eslováquia                       | Eslováquia             | 2–0    | 4–0       | Qualificações - Eurocopa de 2012           | [ 15 ] |
| 7   | 26   | 7 de outubro de 2011   | Estádio Republicano, Yerevan, Armênia                        | Macedônia do Norte     | 3–1    | 4–1       | Qualificações - Eurocopa de 2012           | [ 16 ] |
| 8   | 27   | 11 de outubro de 2011  | Estádio Aviva, Dublin, República da Irlanda                  | Irlanda                | 1–2    | 1–2       | Qualificações - Eurocopa de 2012           | [ 17 ] |
| 9   | 34   | 12 de outubro de 2012  | Estádio Republicano, Yerevan, Armênia                        | Itália                 | 1–1    | 1–3       | Eliminatórias - Copa do Mundo FIFA de 2014 | [ 18 ] |
| 10  | 35   | 14 de novembro de 2012 | Estádio Republicano, Yerevan, Armênia                        | Lituânia               | 3–0    | 4–2       | Amistoso                                   | [ 19 ] |
| 11  | 39   | 11 de junho de 2013    | Estádio Parken, Copenhagen, Dinamarca                        | Dinamarca              | 4–0    | 4–0       | Eliminatórias - Copa do Mundo FIFA de 2014 | [ 20 ] |
| 12  | 43   | 15 de outubro de 2013  | Estádio San Paolo, Nápoles, Itália                           | Itália                 | 2–1    | 2–2       | Eliminatórias - Copa do Mundo FIFA de 2014 | [ 21 ] |
| 13  | 45   | 27 de maio de 2014     | Estádio de la Fontenette, Carouge, Suíça                     | Emirados Árabes Unidos | 2–1    | 4–3       | Amistoso                                   | [ 22 ] |
| 14  | 45   | 27 de maio de 2014     | Estádio de la Fontenette, Carouge, Suíça                     | Emirados Árabes Unidos | 3–2    | 4–3       | Amistoso                                   | [ 22 ] |
| 15  | 47   | 6 de junho de 2014     | Coface Arena, Mainz, Alemanha                                | Alemanha               | 1–1    | 1–6       | Amistoso                                   | [ 23 ] |
| 16  | 49   | 7 de setembro de 2014  | Estádio Parken, Copenhagen, Dinamarca                        | Dinamarca              | 1–0    | 1–2       | Qualificações - Eurocopa de 2016           | [ 24 ] |
| 17  | 58   | 29 de maio de 2016     | StubHub Center, Los Angeles, Estados Unidos                  | Guatemala              | 1–1    | 7–1       | Amistoso                                   | [ 8 ]  |
| 18  | 58   | 29 de maio de 2016     | StubHub Center, Los Angeles, Estados Unidos                  | Guatemala              | 4–1    | 7–1       | Amistoso                                   | [ 8 ]  |
| 19  | 58   | 29 de maio de 2016     | StubHub Center, Los Angeles, Estados Unidos                  | Guatemala              | 5–1    | 7–1       | Amistoso                                   | [ 8 ]  |
| 20  | 62   | 26 de março de 2017    | Estádio Republicano, Yerevan, Armênia                        | Casaquistão            | 1-0    | 2-0       | Eliminatórias - Copa do Mundo FIFA de 2018 |        |
| 21  | 63   | 4 de junho de 2017     | Estádio Republicano, Yerevan, Armênia                        | São Cristóvão e Neves  | 2-0    | 5-0       | Amistoso                                   |        |
| 22  | 63   | 4 de junho de 2017     | Estádio Republicano, Yerevan, Armênia                        | São Cristóvão e Neves  | 3-0    | 5-0       | Amistoso                                   |        |
| 23  | 68   | 8 de outubro de 2017   | Astana Arena, Astana, Casaquistão                            | Casaquistão            | 1-0    | 1-1       | Eliminatórias - Copa do Mundo FIFA de 2018 |        |
| 24  | 69   | 9 de novembro de 2017  | Estádio Republicano, Yerevan, Armênia                        | Bielorrússia           | 2-0    | 4-1       | Amistoso                                   |        |
| 25  | 70   | 13 de novembro de 2017 | Estádio Republicano, Yerevan, Armênia                        | Chipre                 | 3-1    | 3-2       | Amistoso                                   |        |
| 26  | 78   | 16 de outubro de 2018  | Estádio Republicano, Yerevan, Armênia                        | Macedônia do Norte     | 4-0    | 4-0       | Liga Das Nações - Grupo D                  |        |

## Estatísticas

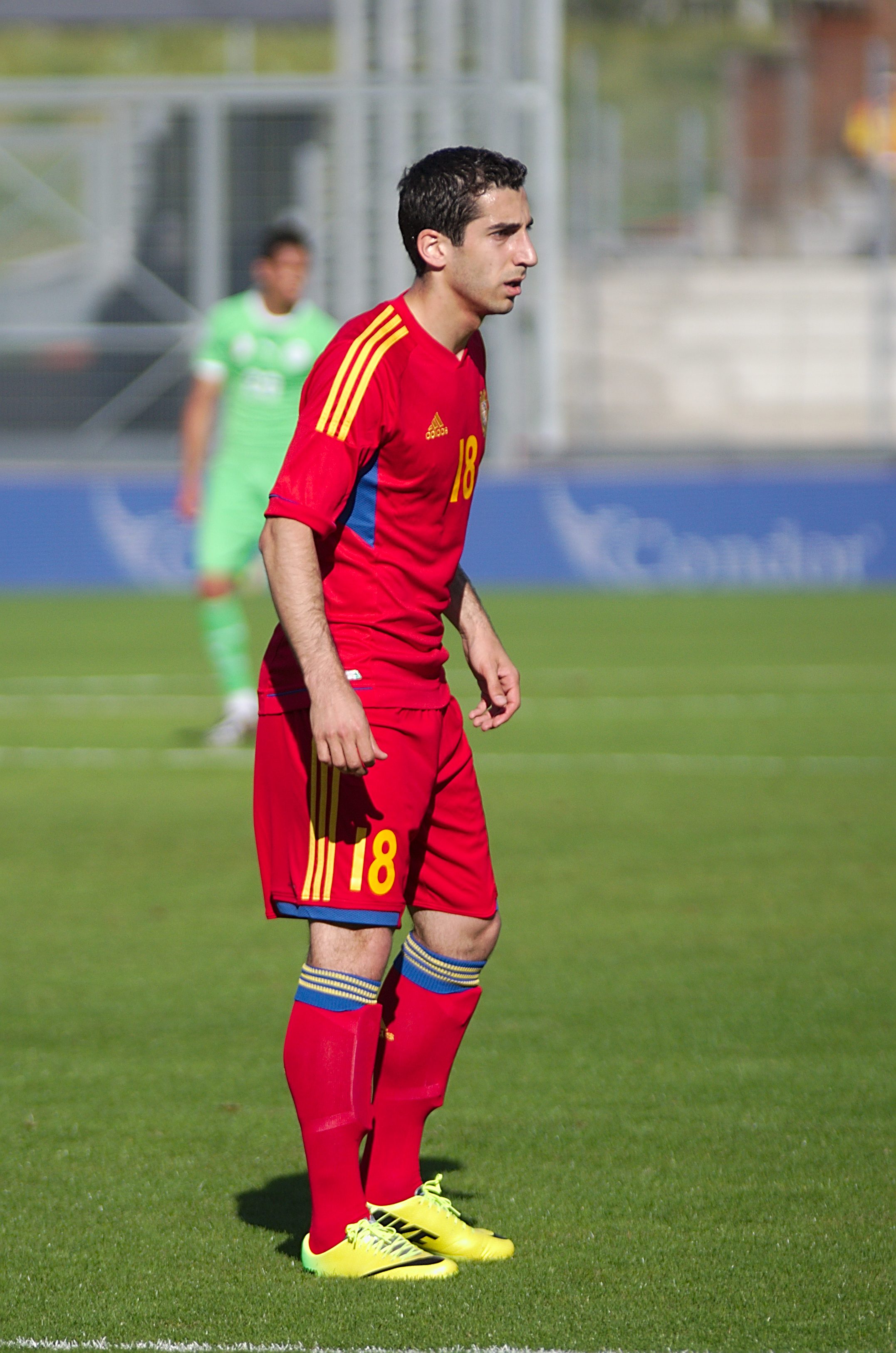
MKhitaryan em uma partida contra a Argélia em 31 de maio de 2014.

| Ano   | Jogos | Gols |
| ----- | ----- | ---- |
| 2007  | 2     | 0    |
| 2008  | 5     | 0    |
| 2009  | 7     | 1    |
| 2010  | 5     | 3    |
| 2011  | 8     | 4    |
| 2012  | 7     | 2    |
| 2013  | 8     | 2    |
| 2014  | 7     | 4    |
| 2015  | 7     | 0    |
| 2016  | 5     | 3    |
| 2017  | 9     | 6    |
| Total | 78    | 26   |

| Competição                                     | Gols |
| ---------------------------------------------- | ---- |
| Qualificações do Campeonato Europeu de Futebol | 8    |
| Amistosos                                      | 10   |
| Eliminatórias da Copa do Mundo FIFA            | 5    |
| Total                                          | 26   |